# مشتاق یعقوبی
مشتاق حسین یعقوبی با نام مستعار موسی یعقوبی (زادهٔ ۸ نوامبر ۱۹۹۴) بازیکن فوتبال زادهٔ افغانستان اهل فنلاند است. او از قوم هزاره است و در باشگاه فوتبال فنلاندی HIFK بازی می‌کند.
از باشگاه‌هایی که در آن بازی کرده‌است می‌توان به دینامو مسکو، باشگاه فوتبال هلسینکی، باشگاه فوتبال شاختار قراغندی اشاره کرد. همچنین در تیم ملی فوتبال فنلاند بازی کرده‌است.

## حرفه باشگاهی

### هونکا
یعقوبی اولین بازی خود را برای هونکا در برابر باشگاه فوتبال کوپیون پالوسیورا در ١٣ اکتبر ٢۰١١ انجام داد.  یعقوبی اولین گل خود را در ٢٧ مه ٢۰١٢ برابر باشگاه فوتبال هاکا به ثمر رساند.  یعقوبی اولین بار در ١٨ جولای ٢۰١٣ در لیگ اروپا به مرحله مقدماتی لیگ برتر اروپا ٢۰١١-١٢ که برگزار شد در بازی رفت که هونکا ١–٣ به لیگ برتر لهستان ٢۰١٢-١٣ نائب قهرمان لخ پوزنان شکست را داد .  

### پالوهونکا
یعقوبی ١ فصل به صورت قرضی برای تیم دوم باشگاه هونکا بازی کرد. او ٢٢ بازی انجام داد و ٢ گل به ثمر رساند. پس از وامش به باشگاه هونکا بازگشت.

### اسپارتاکس جورمله
در فوریه ٢۰١۴ یعقوبی به لیگ برتر لتونی, باشگاه اسپارتاکس یورمالا منتقل شد و قراردادی سه ساله امضا کرد و پیراهن شماره ٧ به او داده شد.

### دینامو مسکو
بلافاصله پس از انتقال به اسپارتاکس یورمالا، او بلافاصله به تیم لیگ برتر روسیه باشگاه دینامو مسکو قرض داده شد. به یعقوبی در تیم اصلی پیراهن شماره ۶١ داده شد، اما هیچ ظاهری برای آنها انجام نداد، اکثراً روی نیمکت باقی مانده و درگیر تیم ذخیره بود.

### بازگشت به اسپارتاکس جورمله
در آگوست ٢۰١۴ به اسپارتاکس یورمالا بازگشت. یعقوبی در ٢۶ اکتبر ٢۰١۴ اولین گل خود را در لیگ برتر لتونی در پیروزی ١-۰ مقابل باشگاه داگوا ریگا به ثمر رساند. 

### باشگاه پالاسورا
در ٥ مارس ٢۰١٥ او با RoPS که یک تیم فوتبال در فنلاند است قراردادی امضا کرد.  او اولین بار در برابر SJK در ١٧ مارس ٢۰١٥ اولین گل خود را در برابر باشگاه انتر تورکودر جام سایمون به ثمر رساند. او فصل را با کسب مقام دوم در لیگ فنلاند به پایان رساند. او ۴ گل زد و ٥ پاس گل داد. وی در پایان فصل جایزه بهترین هافبک برای باشگاه خود و جایزه بهترین هافبک برای تیم ملی فوتبال زیر ٢١ سال را به دست آورد.

### شاختار قراغندی
در فوریه ٢۰١۶، یعقوبی به تیم لیگ برتر قزاقستان باشگاه فوتبال شاختر قراغندی رفت.  در ١٧ مارس ٢۰١۶، یعقوبی با شاختر قراغندی یک قرارداد وام یک فصله امضا کرد.  وام یعقوبی توسط شاختر قراغندی در ١٧ ژوئن ٢۰١۶ خاتمه یافت. 

### HJK هلسینکی
در ۴ نوامبر ٢۰١۶، باشگاه فوتبال هلسینکی خبر امضای یعقوبی را اعلام کرد. 

### باشگاه SJK Seinäjoki
در ٣١ ژانویه ٢۰١٩، سینایون قرارداد یعقوبی را اعلام کرد. 

### باشگاه HIFK
پس از یک فصل حضور در سینایون، به تاریخ ٢٩ نوامبر ٢۰١٩ اعلام شد که یعقوبی از سال ٢۰٢۰ به  HIFK می پیوندد و تا پایان سال ٢۰٢١ با این باشگاه قرارداد می بندد. او پیراهن شماره ٧را گرفت. 

### ای سی اولو
در ۱۸ دسامبر ۲۰۲۲، او با قراردادی دو ساله به باشگاه ای سی اولو پیوست.

## حرفه بین‌المللی

### فنلاند زیر ٢١ سال
یاقوبی در سال ٢۰١٣ تابعیت فنلاند را به دست آورد و برای  تیم ملی زیر ٢١ سال فنلاند برای صلاحیت قهرمانی فوتبال زیر ٢١ سال اروپا یوفا ٢۰١٥ مقابل  لیتوانی در ١١ ژوئن ٢۰١٣ رفت. 
یعقوبی اولین گل خود در تیم ملی فنلاند در ١۴ آگوست ٢۰١٣ را وقتی  ولز زیر ٢١ سال را ٥–١ در مسابقات قهرمانی زیر ٢١ سال یوفا شکست داد، به ثمر رساند. 

### فنلاند
در ٣١ اکتبر ٢۰١٣ یعقوبی اولین بازی خود را در تیم ملی فوتبال فنلاند در یک شکست غیررسمی در بازی دوستانه ۴–٢ مقابل  مکزیک انجام داد.  او سرانجام اولین بازی رسمی خود را برای فنلاند در یک مسابقه مقدماتی جام جهانی فیفا ٢۰١٨ برابر  ترکیه انجام داد. او در دقیقه ۶۷ برابر ساکاری ماتیلا به زمین آمد.  

## سرگذشت
یعقوبی در کابل، افغانستان، از پدر و مادر  هزاره به دنیا آمد. یعقوبی و خانواده اش در سال ١٩٩٩ از افغانستان فرار کردند تا در تهران، ایران مستقر شوند. پس از هفت سال زندگی در ایران ، خانواده وی درخواست پناهندگی در فنلاند کردند. یعقوبی روی بازوی چپ خود خالکوبی با نام پدر فقید خود "غلام سخی" دارد.

## آمار

### آمار باشگاهی
| باشگاه          | فصل      | لیگ          | لیگ  | لیگ | جام‌ملی | جام‌ملی | جام‌لیگ | جام‌لیگ | قاره‌ای | قاره‌ای | دیگر | دیگر | مجموع | مجموع |
| باشگاه          | فصل      | بخش          | حضور | گول | حضور   | گول    | حضور   | گول    | حضور   | گول    | حضور | گول  | حضور  | گول   |
| --------------- | -------- | ------------ | ---- | --- | ------ | ------ | ------ | ------ | ------ | ------ | ---- | ---- | ----- | ----- |
| هونکا           | ٢٠١١     | ویکاوس‌لیگا   | 1    | 0   | 0      | 0      | 0      | 0      | -      | -      | -    | -    | 1     | 0     |
| هونکا           | ٢٠١٢     | ویکاوس‌لیگا   | 27   | 1   | 4      | 0      | 6      | 0      | -      | -      | -    | -    | 37    | 1     |
| هونکا           | ٢٠١٣     | ویکاوس‌لیگا   | 24   | 3   | 2      | 0      | 4      | 0      | 2      | 0      | -    | -    | 32    | 3     |
| هونکا           | مجموع    | مجموع        | 52   | 4   | 6      | 0      | 10     | 0      | 2      | 0      | -    | -    | 70    | 4     |
| پالاهونکا       | ٢٠١١     | ککانون       | 20   | 2   | -      | -      | -      | -      | -      | -      | -    | -    | 20    | 2     |
| پالاهونکا       | ٢٠١٢     | ککانون       | 2    | 0   | -      | -      | -      | -      | -      | -      | -    | -    | 2     | 0     |
| پالاهونکا       | مجموع    | مجموع        | 22   | 2   | -      | -      | -      | -      | -      | -      | -    | -    | 22    | 2     |
| اسپارتاک جورمله | ٢٠١٤     | ویروس‌لیگا    | 6    | 1   | 0      | 0      | —      | —      | —      | —      | —    | —    | 6     | 1     |
| دینامو مسکو     | ٢٠١٣-١٤  | لیگ روسیه    | 0    | 0   | 0      | 0      | —      | —      | —      | —      | —    | —    | 0     | 0     |
| پالاسورا        | ٢٠١٥     | 30           | 4    | 1   | 1      | 2      | 0      | —      | —      | —      | —    | 33   | 5     |       |
| اسپارتاک جورمله | ٢٠١٦     | ویروس‌لیگا    | 6    | 0   | 0      | 0      | —      | —      | 2      | 0      | —    | —    | 8     | 0     |
| شاختار قراغاندی | ٢٠١٦     | لیگ قزاقستان | 11   | 0   | 1      | 0      | —      | —      | —      | —      | —    | —    | 12    | 0     |
| باشگاه هلسینکی  | ٢٠١٧     | ویکاوس‌لیگا   | 16   | 2   | 4      | 2      | -      | -      | 3      | 1      | -    | -    | 23    | 5     |
| باشگاه هلسینکی  | ٢٠١٨     | ویکاوس‌لیگا   | 22   | 2   | 9      | 5      | -      | -      | 5      | 2      | -    | -    | 36    | 9     |
| باشگاه هلسینکی  | مجموع    | مجموع        | 38   | 4   | 13     | 7      | -      | -      | 8      | 3      | -    | -    | 59    | 14    |
| باشگاه سینایون  | ٢٠١٨     | ویکاوس‌لیگا   | 15   | 1   | 3      | 0      | —      | —      | —      | —      | —    | —    | 18    | 1     |
| HIFK            | ٢٠٢٠     | ویکاوس‌لیگا   | 17   | 1   | 1      | 0      | -      | -      | -      | -      | -    | -    | 18    | 1     |
| HIFK            | ٢٠٢١     | ویکاوس‌لیگا   | 4    | 2   | 4      | 0      | -      | -      | -      | -      | -    | -    | 8     | 0     |
| HIFK            | مجموع    | مجموع        | 21   | 3   | 5      | 0      | -      | -      | -      | -      | -    | -    | 26    | 1     |
| مجموع کل        | مجموع کل | مجموع کل     | 201  | 19  | 29     | 8      | 12     | 0      | 12     | 3      | -    | -    | 254   | 28    |

### آمار بین‌الملل
تا تاریخ بعد از ٢٠١٨
| تیم ملی               | سال   | حضور | گول |
| --------------------- | ----- | ---- | --- |
| تیم ملی فوتبال فنلاند | ٢٠١٣  | ١    | ٠   |
| تیم ملی فوتبال فنلاند | ٢٠١٤  | ٠    | ٠   |
| تیم ملی فوتبال فنلاند | ٢٠١٥  | ٠    | ٠   |
| تیم ملی فوتبال فنلاند | ٢٠١٦  | ٠    | ٠   |
| تیم ملی فوتبال فنلاند | ٢٠١٧  | ٣    | ٠   |
| تیم ملی فوتبال فنلاند | ٢٠١٨  | ٣    | ١   |
| مجموع                 | مجموع | ٧    | ١   |